# ヒメヒマワリ
ヒメヒマワリ（姫向日葵、学名: Helianthus debilis subsp. cucumerifolius または Helianthus debilis〈広義〉）は、キク科ヒマワリ属の一年草である。
ヒマワリ H. annuus と同じく、アメリカ合衆国南部の原産で、茎や葉には粗い毛が生えてざらざらしていて、葉は三角形に近いおむすび形である。全体にヒマワリより小柄で、下からよく分枝する。花は7月から9月にかけて次々に咲き、直径8cmくらい、欧米では「ヴァニラ・アイス」という白に近い淡黄色で、管状花が黒い品種が有名だが、他にオレンジ色・黄色・ピンクなどの花色の品種もある。イギリスやドイツなどでは、花壇や切り花用に盛んに栽培されているが、やや暑さに弱いのと、ヒマワリほどの個性がないためか、日本ではあまり栽培されていない。
これと似た植物に、シロタエヒマワリ（銀葉ひまわり） H. argophyllus というものがある。葉が銀色を帯び、よく分枝して、夏から秋に10cmくらいの黄色い花を咲かせる。淡黄色の「大雪山」という品種が有名で、戦前から切り花用に栽培されている。
ホームセンターなどで、最近「宿根ひまわり」という草花の苗を見かけるが、これはヒマワリ属とは別属のヒマワリモドキ属の植物である。

## 特徴
一年生の草本で、茎の高さは60 - 150センチメートル (cm) になる。茎は淡緑色で淡紫色の斑があり、まばらに毛が生えていてざらつく。葉は茎の基部では対生するが、大部分は長い柄がついて互生する。葉面はざらつく。
花期は夏。花は頭状花（頭花）で、径5 - 9 cm、周囲につく黄色の舌状花と、中央に多数集まる黒紫色の筒状花からなる。舌状花の数は18 - 30個で、雄性または無性、冠毛は鱗片状で2 - 4個つく。筒状花は両性で、冠毛が2個つく。花床の鱗片は先の方が黒紫色で、3歯ある。花後の果実（痩果）は、幅2ミリメートル (mm) の扁平形で、毛を密生するが、冠毛はほとんどのものが脱落している。
北米原産で、日本には明治末期に観賞用に輸入され、一部野生化している。
ヒマワリ（Helianthus annuus）と似ているが、ヒマワリのほうが全体的に大きく、総苞片も大きくて先が尖らず、果実の幅も4 - 8 mmで黒い筋模様がある。またヒマワリでは頭花の下に接するように大きな葉があるが、ヒメヒマワリでは頭花の柄が長く、その下の葉との間が離れている。